# Kalivody
Kalivody (Duits: Kaliwod of Trübwasser) is een Tsjechische gemeente in de regio Midden-Bohemen en maakt deel uit van het district Rakovník.
Kalivody telt 104 inwoners.

## Geografie

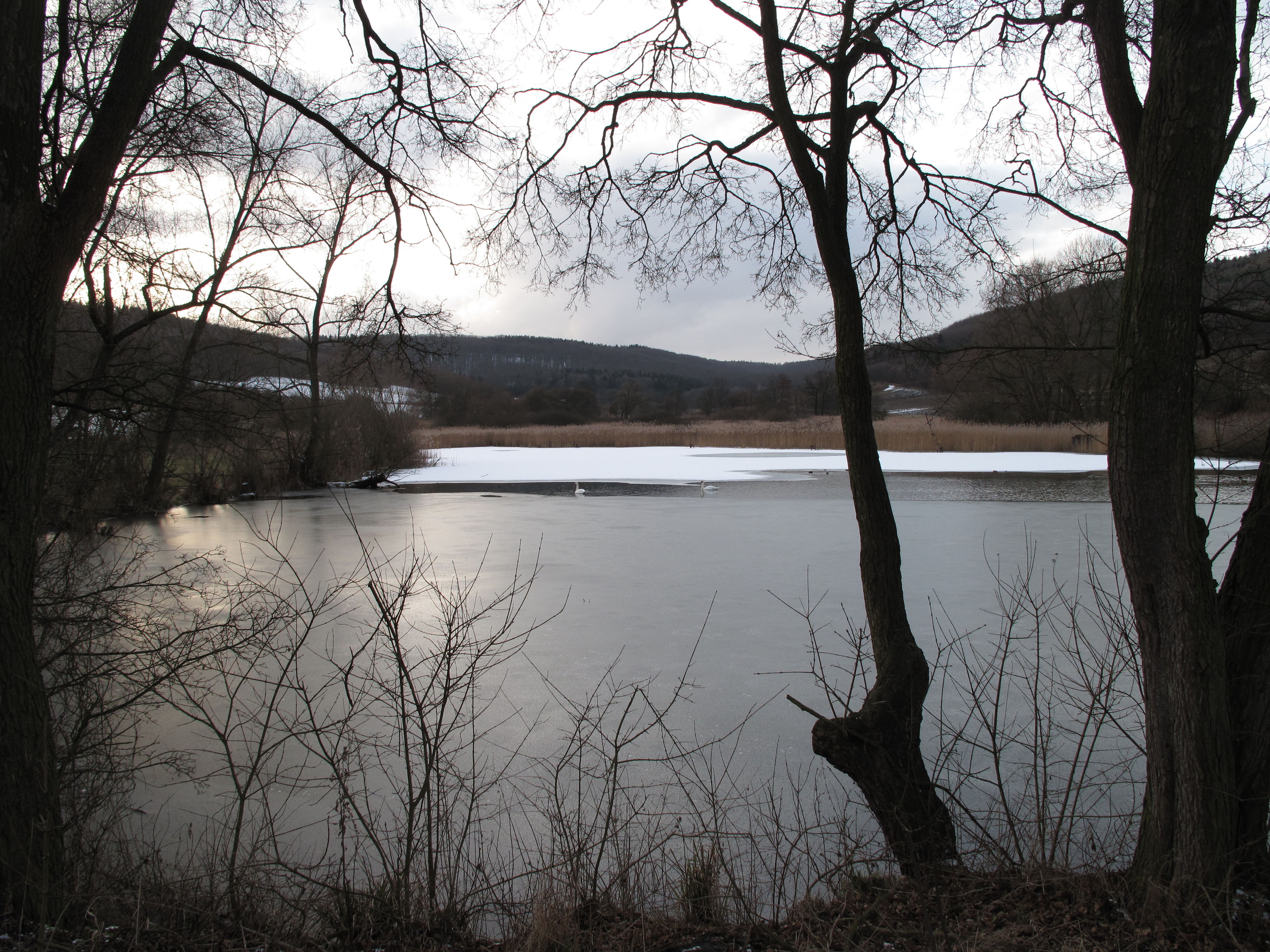
Meer in beschermd natuurgebied Kalivody

Kalivody ligt 7,5 km ten noordwesten van Nové Strašecí, 14 km ten noordoosten van de stad Rakovník en 17 km ten westen van Slaný.
3 km ten westen van het dorp ontspringt de Bakovskýbeek, die vervolgens door het dorp stroomt. Eveneens ten westen van het dorp ligt het gelijknamige beschermd natuurgebied.

## Geschiedenis

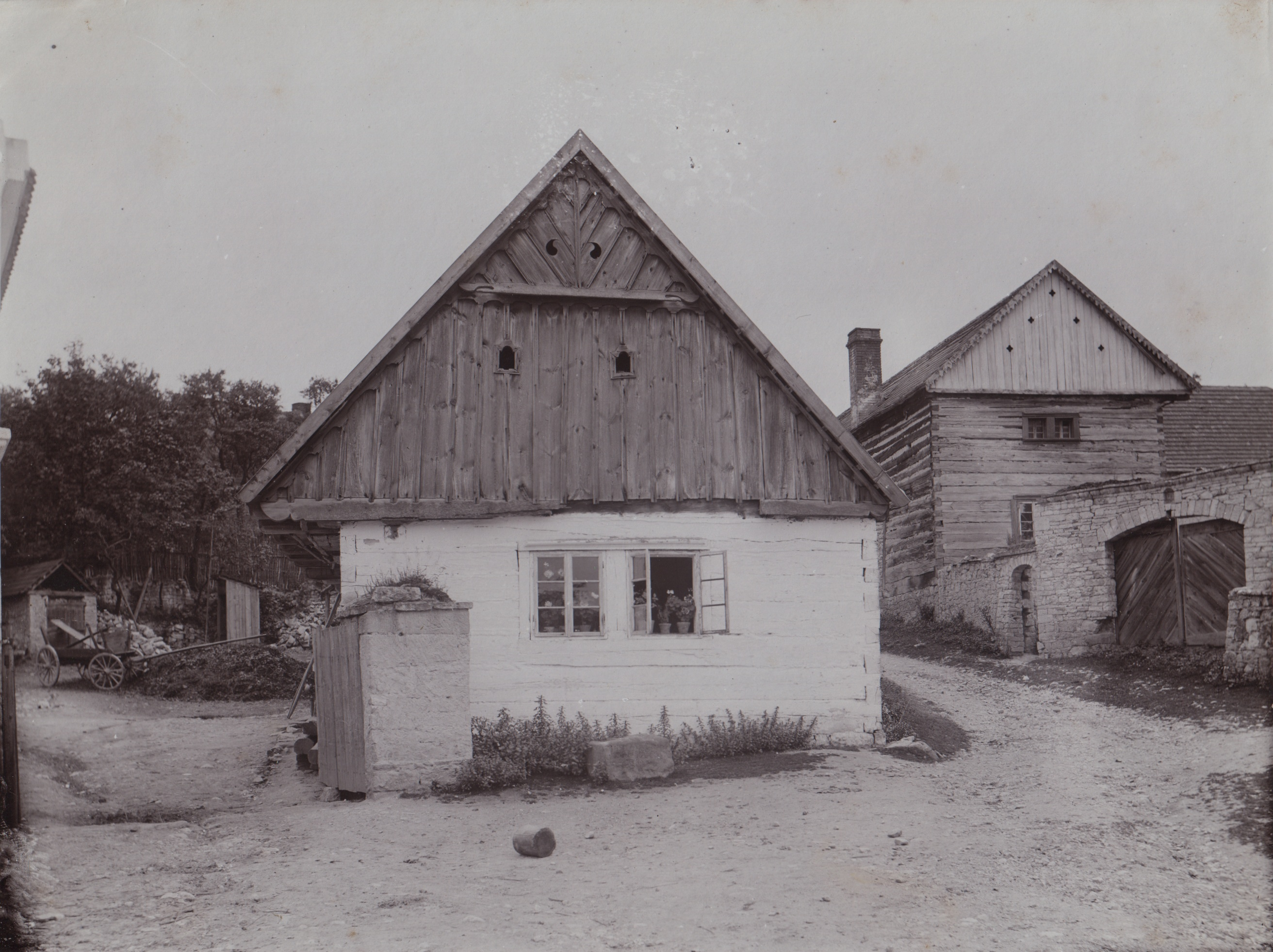
Kalivody in 1905 (het rechterhuis is nu monumentaal)

Het dorp werd voor het eerst vermeld in 1389, toen Petr Hrabaně de Kalivoda (van Kalivody) en zijn gelijknamige neef het salaris van de dorpen Kalivody en Přerubenice schonken aan de kerk in Srbeč.

## Verkeer en vervoer

### Wegen
Op 1 km afstand van het dorp loopt de weg I/16 Řevničov - Slaný.

### Spoorlijnen
Er is geen spoorlijn of station in (de buurt van) het dorp.

### Buslijnen
Lijn 583 Milý - Bor - Mšec - Nové Strašecí en 628 Řevničov - Mšec - Kladno halteren in het dorp.

## Galerij

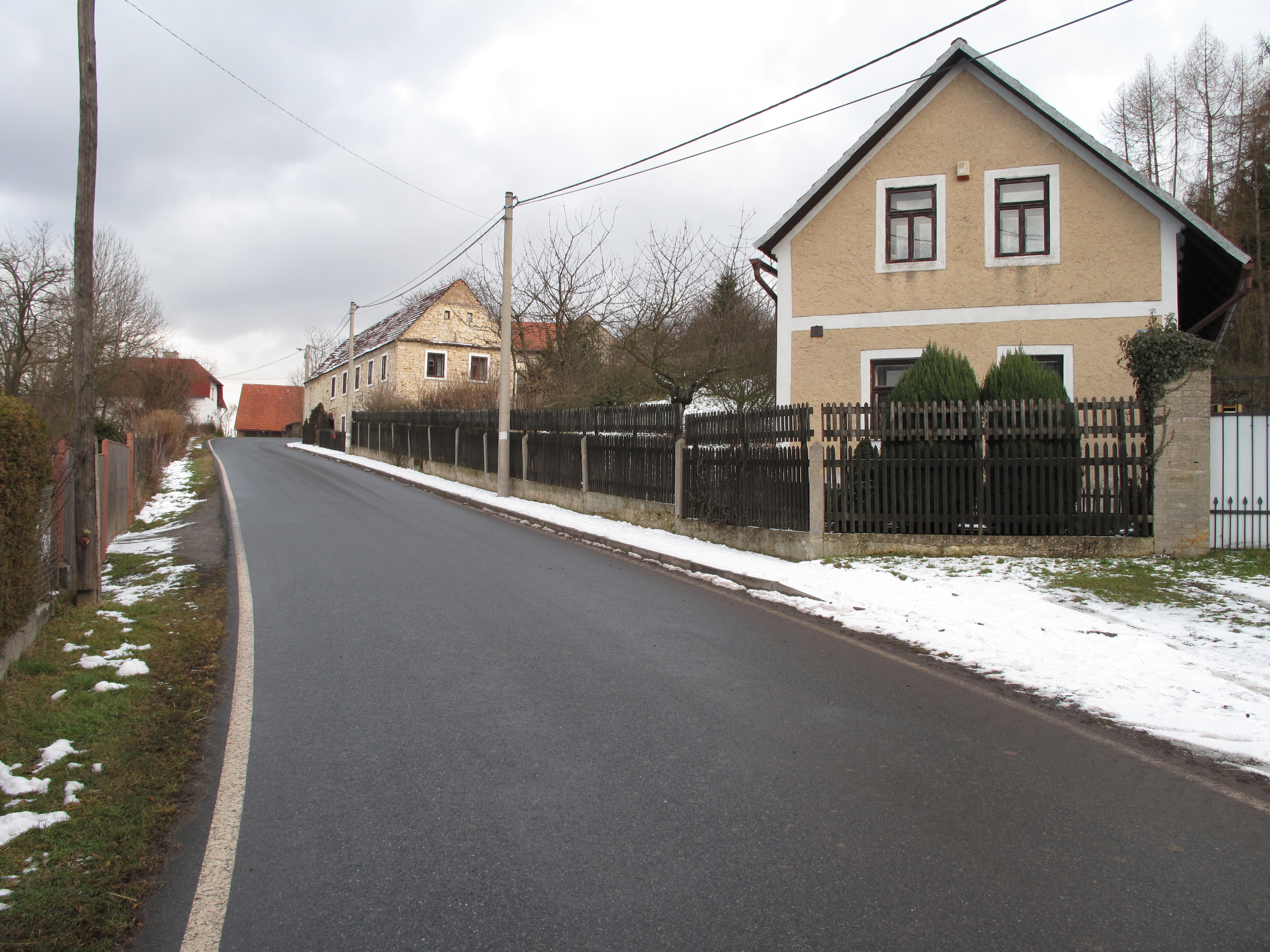
Heuvelweg in Kalivody
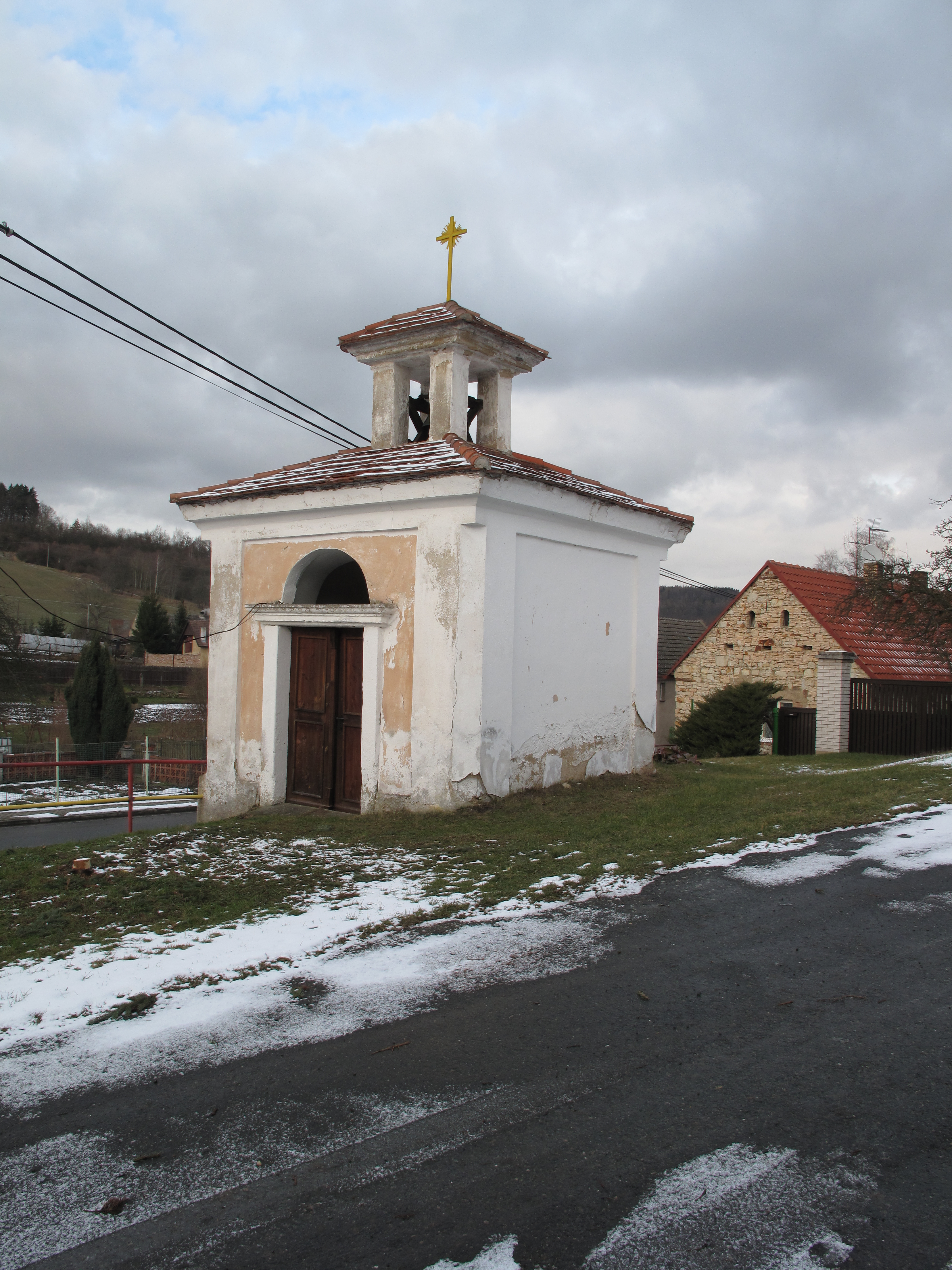
Kapel in Kalivody
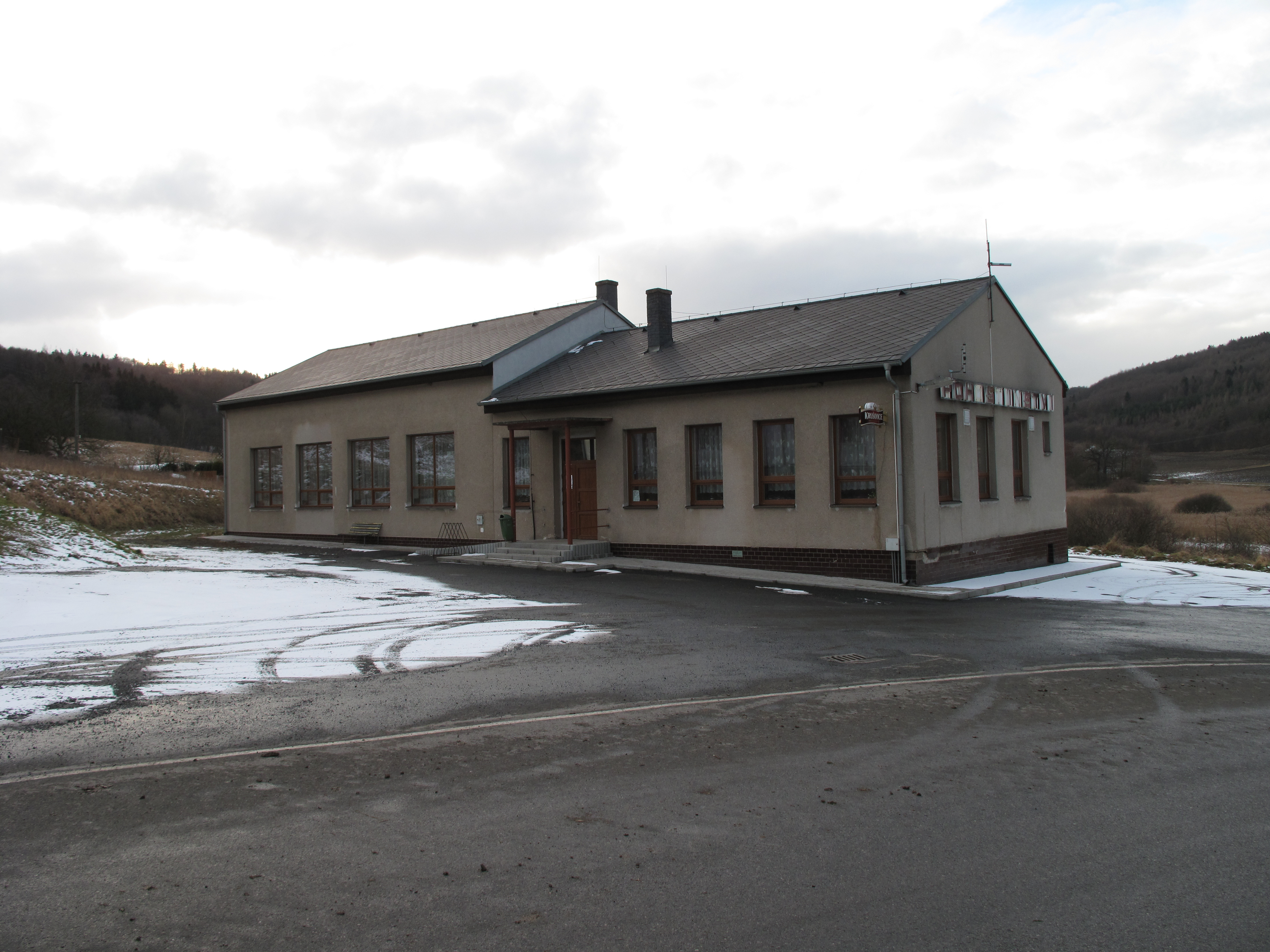
Café in Kalivody
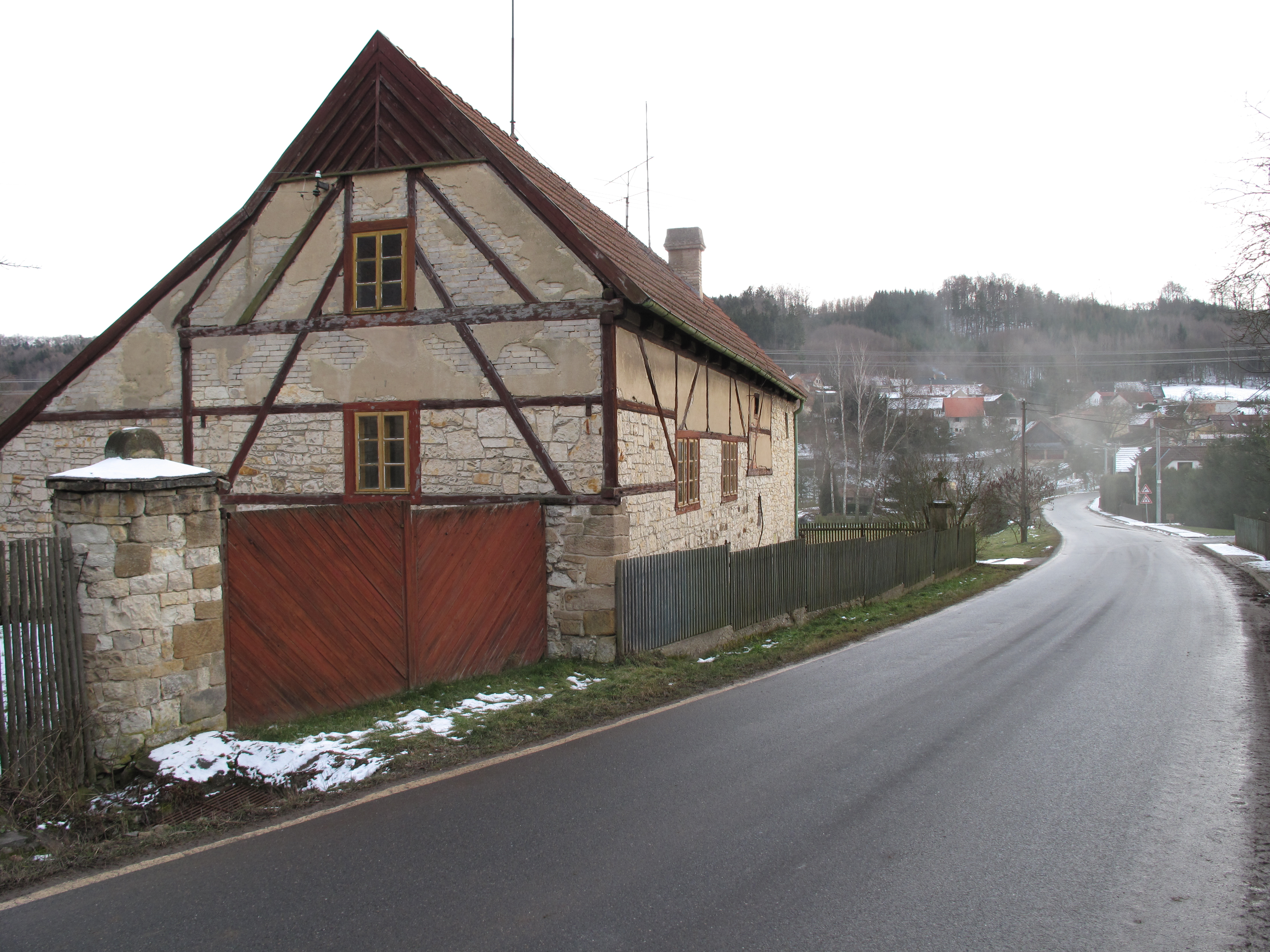
Vakwerkboerderij in Kalivody